# Municipio de Linn (condado de Cedar, Misuri)
El municipio de Linn (en inglés: Linn Township) es un municipio ubicado en el condado de Cedar en el estado estadounidense de Misuri. En el año 2010 tenía una población de 3880 habitantes y una densidad poblacional de 12,66 personas por km².

## Geografía
El municipio de Linn se encuentra ubicado en las coordenadas 37°40′27″N 93°52′4″O / 37.67417, -93.86778. Según la Oficina del Censo de los Estados Unidos, el municipio tiene una superficie total de 306.39 km², de la cual 286.09 km² corresponden a tierra firme y (6.63%) 20.3 km² es agua.

## Demografía
Según el censo de 2010, había 3880 personas residiendo en el municipio de Linn. La densidad de población era de 12,66 hab./km². De los 3880 habitantes, el municipio de Linn estaba compuesto por el 96.8% blancos, el 0.1% eran afroamericanos, el 0.62% eran amerindios, el 0.31% eran asiáticos, el 0.08% eran isleños del Pacífico, el 0.15% eran de otras razas y el 1.93% pertenecían a dos o más razas. Del total de la población el 1.16% eran hispanos o latinos de cualquier raza.